# Śniadowo (gemeente)
De gemeente Śniadowo is een landgemeente in het Poolse woiwodschap Podlachië, in powiat Łomżyński.
De zetel van de gemeente is in Śniadowo.
Op 30 juni 2004 telde de gemeente 5685 inwoners.

## Oppervlakte gegevens
In 2002 bedroeg de totale oppervlakte van gemeente Śniadowo 162,59 km², waarvan:
- agrarisch gebied: 77%
- bossen: 17%

De gemeente beslaat 12,01% van de totale oppervlakte van de powiat.

## Demografie
Stand op 30 juni 2004:
| Omschrijving                   | Totaal | Totaal | Vrouwen | Vrouwen | Mannen | Mannen |
| ------------------------------ | ------ | ------ | ------- | ------- | ------ | ------ |
| eenheid                        | aantal | %      | aantal  | %       | aantal | %      |
| inwoners                       | 5685   | 100    | 2800    | 49,3    | 2885   | 50,7   |
| bevolkingsdichtheid (inw./km²) | 35     | 35     | 17,2    | 17,2    | 17,7   | 17,7   |

In 2002 bedroeg het gemiddelde inkomen per inwoner 1276,32 zł.

## Gminy partnerskie
- Marklkofen

## Administratieve plaatsen (sołectwo)
Brulin, Chomentowo, Dębowo, Duchny Młode, Grabowo, Jakać-Borki, Jakać Dworna, Jakać Młoda, Jastrząbka Młoda, Jemielite-Wypychy, Kołaczki, Konopki Młode, Koziki, Mężenin, Młynik, Olszewo, Osobne, Ratowo-Piotrowo, Sierzputy-Marki, Sierzputy Zagajne, Stare Duchny, Stara Jakać, Stara Jastrząbka, Stare Jemielite, Stare Konopki, Stare Ratowo, Stare Szabły, Strzeszewo, Szabły Młode, Szczepankowo, Śniadowo, Truszki, Uśnik, Uśnik-Dwór, Uśnik-Kolonia, Wierzbowo, Wszerzecz, Wszerzecz-Kolonia, Zagroby, Zalesie-Poczynki, Zalesie-Wypychy, Żebry, Żebry-Kolonia.

## Overige plaatsen
Bagno, Doły, Drozdy, Folwark, Grabnik, Jakać Borowa, Kolby, Kołpaki, Koryta, Kruki, Lisiny, Milewek, Młynik-Dwór, Pikule, Podwierzbie, Przeddoń, Przytuły, Sapki, Stare Duchny, Strumiany, Szczepankowo-Kolonia, Śniadowo-Stara Stacja, Trojany, Wądoły, Zagaje, Zagórze, Zakoleje, Zanarcie, Zaolszynie.

## Aangrenzende gemeenten
Czerwin, Łomża, Miastkowo, Stary Lubotyń, Szumowo, Troszyn